# Karl Junghannß
Karl Junghannß (* 6. April 1996 in Altenburg) ist ein deutscher Leichtathlet, der sich auf das Gehen und den Marathonlauf spezialisiert hat.

## Sportliche Laufbahn
Nach ersten Erfolgen im Jugendbereich auf nationaler Ebene startete Junghannß bei den Jugendweltmeisterschaften 2013 in Donezk und belegte im 10.000-Meter-Gehen den 12. Platz. 2015 belegte er zweite Plätze bei den Deutschen Meisterschaften über 5000 Meter in der Halle und 10.000 Meter auf der Bahn und wurde Siebter beim U20-Europacup über 10 Kilometer auf der Straße.
2016 wurde Junghannß überraschend Zweiter bei den Deutschen Meisterschaften im 50-Kilometer-Gehen und erfüllte mit seiner Zeit von 3:52:46 Stunden die Qualifikationsnorm für die Weltmeisterschaften 2017 in London.
Im folgenden Jahr siegte er bei den Deutschen U23-Meisterschaften im 20-Kilometer-Gehen und holte darüber hinaus bei den U23-Europameisterschaften in Bydgoszcz die Silbermedaille über diese Distanz.
Bei den Weltmeisterschaften in London belegte er im 50-Kilometer-Rennen in persönlicher Bestleistung von 3:47:01 Stunden den 13. Platz.
Bei den Team-Weltmeisterschaften der Geher in Maskat (Oman) erreichte Junghannß am 5. März 2022 über die neueingeführte 35-Kilometer-Distanz mit einem 6. Platz das beste deutsche Ergebnis. Damit legte er den Grundstein für die Bronzemedaille in der Mannschaftswertung. Über dieselbe Distanz beendete er am 30. April 2022 mit einem 3. Platz und einer neuen persönlichen Bestzeit von 2:31:37 Stunden die Deutschen Meisterschaften im Straßengehen in Frankfurt. Damit unterbot er auch die Norm für die Weltmeisterschaften in Eugene (Oregon), bei welcher er unmittelbar nach einer überstandenen Corona-Infektion den 34. Platz belegte.
2023 wurde Junghannß Deutscher Meister im 35-Kilometer-Gehen in einer Zeit von 2:28:19 Stunden, was zur diesem Zeitpunkt ein neuer Deutscher Rekord bedeutete. Zudem qualifizierte er sich mit dieser Leistung für die Weltmeisterschaften 2023 in Budapest, wo er, mit neuer persönlicher Bestleistung, den 9. Platz belegte.
Abseits des Gehsports bestreitet Junghannß gelegentlich auch Laufwettkämpfe. Im September 2018 gab er beim Kassel-Marathon sein Halbmarathon-Debüt, siegte dort mit einer Zeit von 1:05:29 Stunden und stellte damit einen neuen Streckenrekord auf. Ein Jahr später wurde Junghannß bei seinem Marathon-Debüt im Oktober 2019 beim Frankfurt-Marathon bester Deutscher und belegte mit einer Zeit von 2:17:54 Stunden den 27. Platz. Er siegte 2021 beim Nikolauslauf Tübingen über die Halbmarathon-Distanz in 1:07:09 Stunden, womit er gleichzeitig einen neuen Streckenrekord aufstellte.
Junghannß hält bis heute fünf Thüringer Landesrekorde. In der Altersklasse der U23-Junioren war im 10-km-Straßenlauf, im Halbmarathon, im 20-km- und 50-km-Gehen kein Athlet aus Thüringen jemals schneller. In der Aktivenaltersklasse setzte er sich mit seiner Halbmarathon-Bestzeit von 1:03:42 Stunden, aufgestellt am 21. November 2021 in Lissabon, an die Spitze der ewigen Thüringer Bestenliste.

## Berufliche Laufbahn
Junghannß studiert Sportwissenschaften an der Universität Leipzig und ist seit 2019 Mitglied der Bundeswehr-Sportfördergruppe.

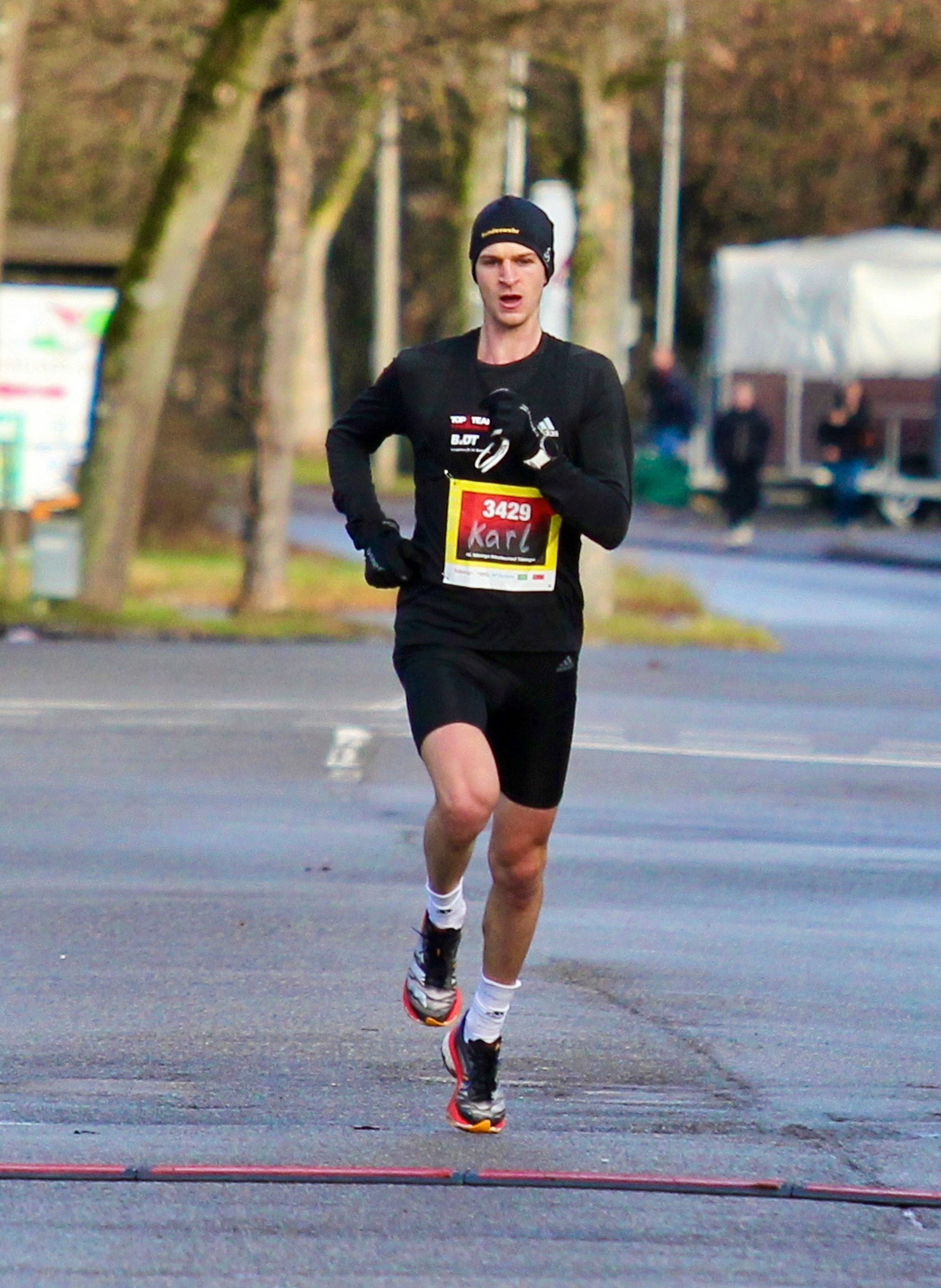
Junghannß beim Nikolauslauf Tübingen (2021)

## Persönliche Bestzeiten
- 20-km-Gehen: 1:20:53 h, 2. April 2022 in Poděbrady
- 35-km-Gehen: 2:27:08 h, 24. August 2023 in Budapest
- 50-km-Gehen: 3:47:01 h, 13. August 2017 in London
- Halbmarathon: 1:03:42 h, 21. November 2021 in Lissabon
- Marathon: 2:17:54 h, 27. Oktober 2019 in Frankfurt